# Michel Yachvili
Pour les articles homonymes, voir Yachvili.

a Compétitions nationales et continentales officielles uniquement.

b Matchs officiels uniquement.
Michel Yachvili, né le 25 juillet 1946 à Tulle (France), est un joueur international français de rugby à XV, évoluant aux postes de talonneur ou de troisième ligne aile.
Il joue au SC Tulle de 1964 à 1970, puis au CA Brive de 1970 à 1979. Il fait ses débuts internationaux dans le Tournoi des Cinq Nations 1968, année où l'équipe de France réalise le premier Grand Chelem de son histoire. Sa carrière internationale prend fin en 1975.
Ses fils, Dimitri et Grégoire Yachvili sont également des joueurs internationaux de rugby à XV. Tandis que son autre fils, Charles-Édouard (it) pratique lui aussi ce sport.

## Biographie
Michel Yachvili naît le 25 juillet 1946, à Tulle dans le département français de la Corrèze. Son père, Chalva, dit Chaliko (Charles), est un soldat géorgien de l'armée soviétique pendant la Seconde Guerre mondiale. Fait prisonnier à Stalingrad par les Allemands, il est envoyé en camp. Après s'être évadé, il se retrouve dans le Limousin, où il participe aux mouvements de Résistance et où il s'installe à la fin des hostilités.
Michel Yachvili débute dans le pack du SC tulliste, en première division, en 1964. Il revêt pour la première fois le maillot du XV de France comme talonneur le 24 février 1968 à Colombes, contre l'Angleterre (14-9), dans le troisième match du Tournoi des Cinq nations. Il joue également le match suivant, toujours comme talonneur, au Cardiff Arms Park, contre le pays de Galles (9-14). Cette année-là, l'équipe de France réalise le premier Grand Chelem de son histoire.
En 1970, il rejoint le CA Brive, avec lequel il dispute 152 rencontres, dont trois finales, principalement au poste de troisième ligne aile. En équipe de France, il est sélectionné 15 fois : 12 fois comme talonneur et trois fois comme troisième ligne aile. Il joue son dernier match international à Pretoria le 28 juin 1975, contre les Springboks.
Il met fin à sa carrière rugbystique de joueur à la fin de la saison 1981-82 après n'avoir été inscrit sur la feuille de match que 6 fois en tant que remplaçant. En 1982, il quitte Brive-la-Gaillarde et rejoint le Saint-Céré sports en Honneur puis le Sporting Club decazevillois. Inspecteur de police, il est muté professionnellement à Nice, puis à nouveau à Brive. Il prend sa retraite sur la côte basque, où évolue son fils Dimitri.

## Famille
Michel Yachili épouse Germaine Markarian, fille d'un talonneur du CA Brive, Alexandre Markarian. Le couple a trois fils : le troisième ligne international géorgien Grégoire Yachvili, le demi de mêlée international français Dimitri Yachvili et le demi de mêlée Charles-Édouard Yachvili (it).

## Statistiques en équipe nationale
- 15 sélections en équipe de France de 1968 à 1975 (12 fois comme talonneur, trois fois comme troisième ligne aile).
- Tournée disputées : 1968 (Australie et Nouvelle-Zélande), 1971 et 1975 (Afrique du Sud), 1976 (États-Unis).

## Palmarès

### En club
- Finaliste du Championnat de France en 1972 et 1975 avec le CA Brive.
- Vainqueur du Bouclier d'automne en 1972 avec le CA Brive.
- Finaliste du Challenge Yves du Manoir en 1974 avec le CA Brive.
- Finaliste Challenge Jules Cadenat en 1975 avec le CA Brive.

### En équipe nationale
- Vainqueur du Tournoi des Cinq Nations en 1968 (Grand Chelem).